# ترنس گویانا ایرویز
ترنس گویانا ایرویز (به انگلیسی: Trans Guyana Airways) یک شرکت هواپیمایی است که در تاریخ ۱۹۵۱ میلادی تأسیس شده و در تاریخ ۱۹۵۶ فعالیتش را آغاز کرده‌است.
دفتر مرکزی ترنس گویانا ایرویز در گویان واقع شده‌است.